# مفتاح العلوم (كتاب)
مفتاح العلوم. كتاب في علوم اللغة العربية صنفه يوسف بن أبي بكر بن محمد بن علي السكاكي الخوارزمي الحنفي أبو يعقوب.

## محتوى الكتاب
قال في مقدمة الكتاب: رأيت أذكياء أهل زماني الفاضلين، الكاملي الفضل، قد طال إلحاحهم عليّ في أن أصنف لهم مختصرا يحظيهم بأوفر حظ منه، وأن يكون أسلوبه أقرب من فهم كل ذكي، صنفت هذا، وضمنت لمن أتقنه أن ينفتح عليه جميع الكطالب العلمية، وسميته: (مفتاح العلوم)، وجعلت هذا الكتاب ثلاثة أقسام:
- القسم الأول: في علم الصرف.
- القسم الثاني: في علم النحو
- القسم الثالث: في علمي المعاني والبيان.[1]

## نبذة عن كتاب
من أهم وأعظم الكتب التي بحثت في كافة فروع اللغة العربية حيث يجمع بين أهم ثلاثة علوم اللغة وهم علوم الصرف ويتكون من عدة أبواب وفصول، وعلوم البيان والمعاني خاصة والبلاغة، وعلوم النحو والإعراب، ولهذا يعد من أشمل الكتب التي تقدم العديد من المعلومات الهامة لكل من يلجأ إليه سواء كان باحث أو طالب في مادة اللغة العربية.
له أهمية كبيرة في تطور اللغة العربية وبوجه خاص الجزء الثالث منه وهو الجزء الخاص بالبلاغة، حيث قام السكاكي بتقسيمها إلى ثلاثة علوم وهم “معاني وبديع وبيان”.
ولكن مايؤخذ على السكاكي في هذا الكتاب هو صعوبة أسلوبه وذلك لانه متأثر فيه بلغة الفلاسفة وبالمعجم اللفظي الخاص بهم، ولهذا أصبح تناول الكتاب أمرا صعبا وخاصة للمتلقي العادي.

## كتب على المفتاح
- صنف الشيخ الإمام جلال الدين محمد بن عبد الرحمن القزويني الشافعي المعروف بخطيب دمشق، متن مشهور، تلخيص المفتاح .

## وصلات خارجية
- التعريف بكتاب مفتاح العلوم للسكاكي. على يوتيوب.
- مراجعة كتاب مفتاح العلوم للسكاكي رحمه الله على يوتيوب.